# William Parsons
William Parsons, III conte di Rosse, anche noto come Lord Rosse (York, 17 giugno 1800 – Castello di Birr, 31 ottobre 1867), è stato un astronomo irlandese.

## Biografia
Era il figlio di Laurence Parsons, II conte di Rosse, e di sua moglie, Alice Lloyd. Frequentò il Trinity College di Dublino e al Magdalen College, dove si laureò con lode in matematica nel 1822. 

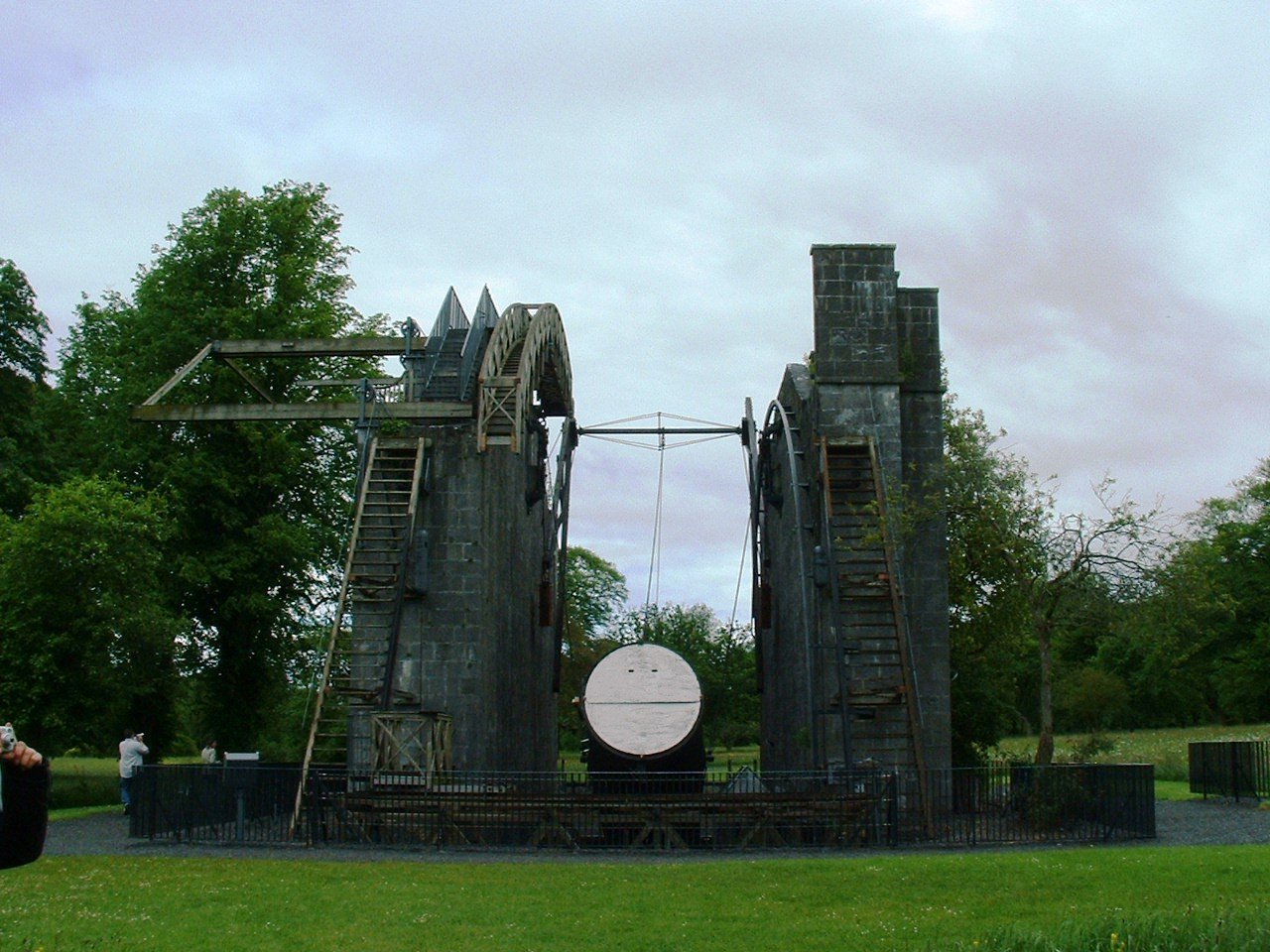
Il telescopio "Leviathan of Parsonstown", ricostruito nel parco del castello di Birr

Divenne il terzo conte di Rosse alla morte del padre Laurence Parsons, II conte di Rosse, nel 1841.

## Carriera
Nel 1840, a Birr nella contea di Offaly, costruì il suo Leviatano di Parsonstow, un telescopio da 182 centimetri di diametro, che fu per molti decenni il più grande telescopio del mondo. Parsons dovette inventare molte delle tecniche usate nella costruzione, sia a causa delle dimensioni senza precedenti, sia perché i costruttori di telescopi del passato avevano protetto i loro segreti o semplicemente non erano riusciti a pubblicare i loro metodi. 
Lo specchio del telescopio fu fatto in una lega di Rame e Stagno (il cosiddetto speculum metal). Dato che nel clima umido anneriva rapidamente, lo specchio doveva essere ripulito ogni sei mesi, e così Lord Rosse costruì due specchi, per poterne usare uno mentre l'altro veniva ripulito. La costruzione del telescopio fu sospesa durante la Grande Carestia, ma nel 1847 fu terminato. Le capacità del telescopio andarono ben oltre le aspettative: fu possibile per la prima volta osservare le stelle fino alla 18ª magnitudine.
Lord Rosse eseguì pionieristici studi astronomici e scoprì la natura a spirale di alcuni oggetti nebulosi, che sappiamo trattarsi di galassie a spirale. La prima galassia a spirale che scoprì fu M51, ed i suoi disegni della galassia assomigliano molto alle fotografie moderne (nel ventunesimo secolo M51 è nota come Galassia vortice). 
Dette il nome alla Nebulosa del Granchio, basandosi su un precedente disegno fatto usando il suo vecchio telescopio da 91 centimetri, nel quale assomigliava ad un granchio. Alcuni anni più tardi, usando il telescopio più grande, produsse un disegno migliore e dall'aspetto notevolmente diverso, tuttavia il nome rimase lo stesso. 
Oltre alle sue ricerche astronomiche, Parsons fu anche membro del Parlamento dal 1821 al 1834, alla camera dei Pari dopo il 1845, presidente della Royal Society (1848-1854), e rettore dell'Università di Dublino dal 1862.

## Matrimonio
Sposò, il 14 aprile 1836, Mary Field (1813-22 luglio 1885), figlia di John Field. Ebbero tredici figli ma solo quattro raggiunsero l'età adulta:
- Lawrence Parsons, IV conte di Rosse (17 novembre 1840-29 agosto 1908);
- Randal Parsons (26 aprile 1848-15 novembre 1936), sposò Eleanor Mackarness, non ebbero figli;
- Richard Clere Parsons (21 febbraio 1851-26 gennaio 1923), sposò Agnes Elizabeth Bateman, ebbero sei figli;
- Charles Algernon Parsons (13 giugno 1854-11 febbraio 1931), sposò Katherine Bethell, ebbero due figli.